# 酔鶏

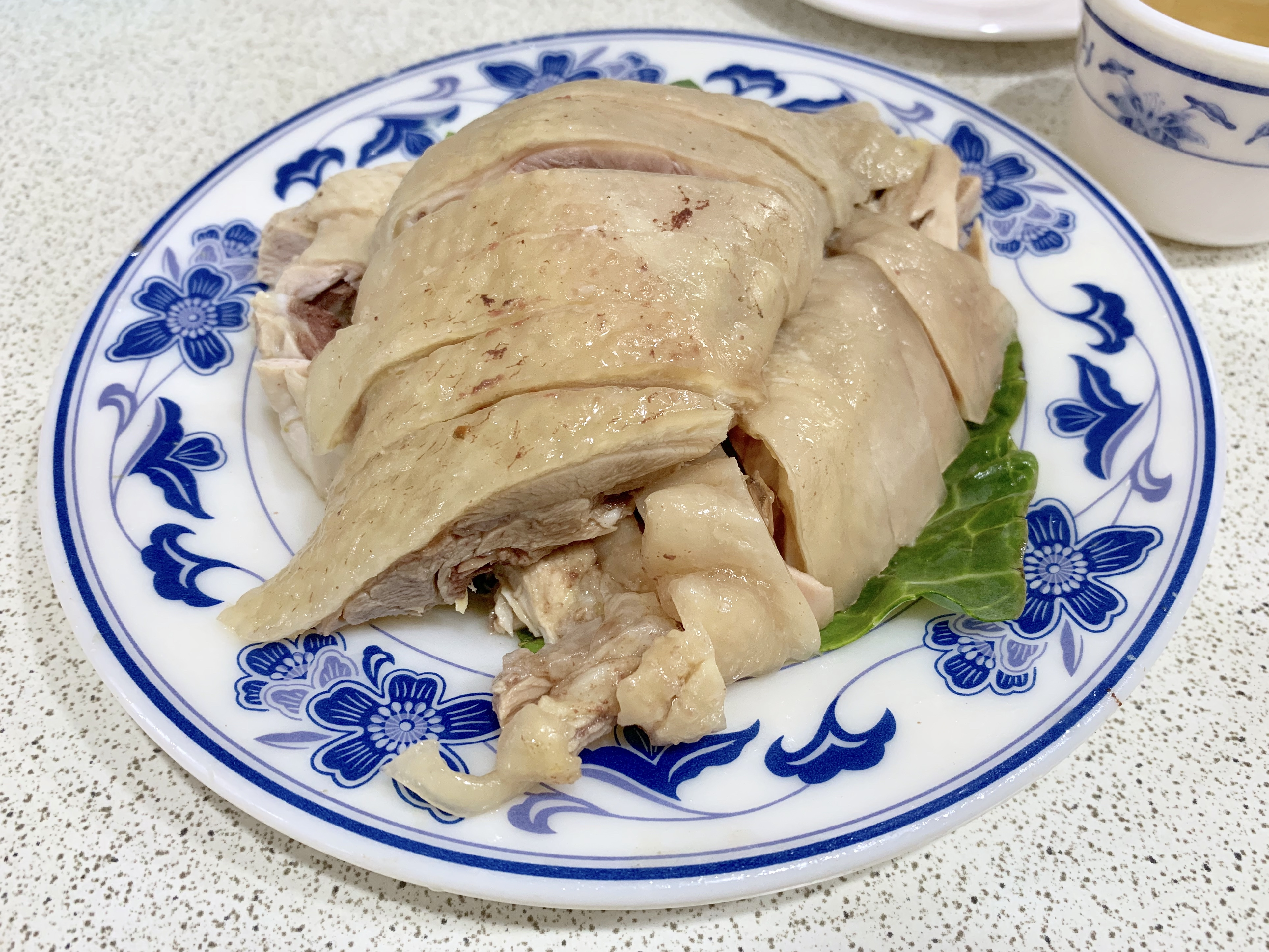
酔鶏の例（台北市）

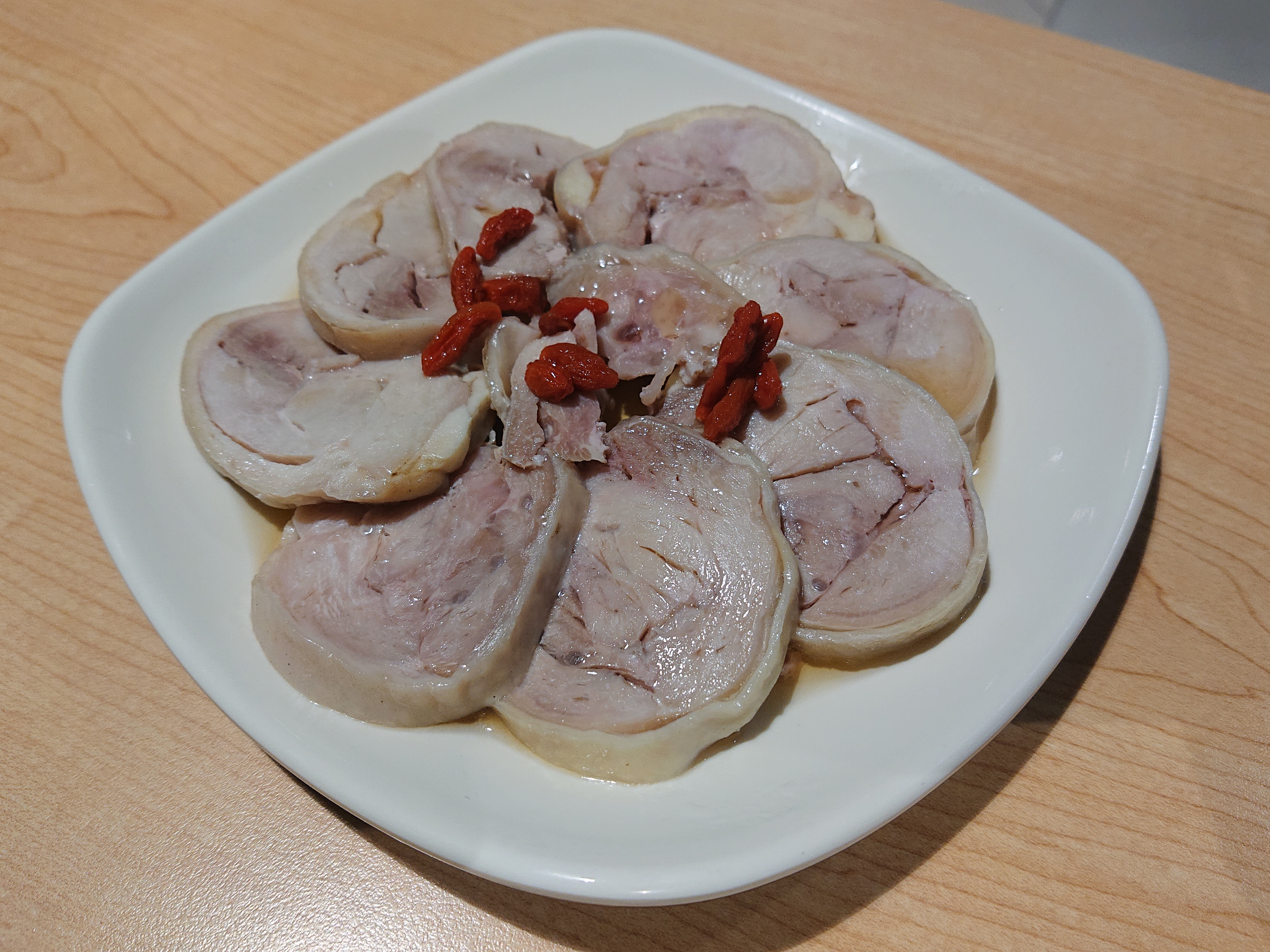
スライスして提供される酔鶏

酔鶏（中国語: 醉雞、拼音:zuìjī、ツイジー、ズイジー、ツイチー）は中国・江南地方の名物料理。日本では酔っ払い鶏とも呼ばれる。

## 概要
蒸した（あるいはゆでた）鶏肉を紹興酒をベースにした調味液に漬け込んだ冷菜である。
紹興酒に「香糟（シャンザオ）」と呼ばれる調味料を混ぜて調味液を作る。香糟は紹興酒などの黄酒の酒粕、砂糖、食塩、香辛料を混ぜて作られる。この調味液を「酔滷（スイルー）」と呼び、市販製品もある。
台湾においては「鶏（チー）」は「吉（ヂー）」と発音が似ていため、縁起物としても食されている。

## 類似する料理

### ガイチェーラオ
ガイチェーラオ（gaicherao）は、タイ料理。中国酒に漬けた鶏肉料理である。こちらも日本では「酔っ払い鶏」と紹介されることがある。